# Лодкохвостый гракл
Лодкохвостый гракл (лат. Quiscalus major) — вид воробьинообразных птиц из семейства трупиаловых. Обитают на восточном и южном побережье США, включая Флориду. В некоторых городах США популяции этих граклов многочисленны и они кормятся на помойках, в парках и других местах.

## Описание
Длина самцов 37—43 см, масса 165—250 г. Оперение чёрное, клюв длинный.
Самки гораздо мельче и легче. Их длина составляет 26—33 см, а масса 90—115 г. Хвост у них короче.

## Биология
Питаются насекомыми, рыбой, лягушками, яйцами, ягодами, семенами, зёрнами и даже мелкими птицами. В кладке 3—5 яиц.